# يونس في الإسلام
يُوْنُسُ بْنُ مَتَّىٰ الملقب بذُو ٱلنُّوْن نبي الله ورسوله وهو أحد الأنبياء المذكورين في القرآن، فقد ورد اسمه فيه أربع مرات، وسميت السورة العاشرة من القرآن باسمه.

## ذكره في القرآن
ذكر يونس  في القرآن الكريم بإسمه صراحة في أربع مواضع هي:
- سورة النساء:163 ﴿إِنَّا أَوْحَيْنَا إِلَيْكَ كَمَا أَوْحَيْنَا إِلَى نُوحٍ وَالنَّبِيِّينَ مِنْ بَعْدِهِ وَأَوْحَيْنَا إِلَى إِبْرَاهِيمَ وَإِسْمَاعِيلَ وَإِسْحَاقَ وَيَعْقُوبَ وَالْأَسْبَاطِ وَعِيسَى وَأَيُّوبَ وَيُونُسَ وَهَارُونَ وَسُلَيْمَانَ وَآتَيْنَا دَاوُدَ زَبُورًا ۝١٦٣﴾،[8]

- وسورة الأنعام:86 ﴿وَإِسْمَاعِيلَ وَالْيَسَعَ وَيُونُسَ وَلُوطًا وَكُلًّا فَضَّلْنَا عَلَى الْعَالَمِينَ ۝٨٦﴾[9]

- وسورة يونس:98 ﴿فَلَوْلَا كَانَتْ قَرْيَةٌ آمَنَتْ فَنَفَعَهَا إِيمَانُهَا إِلَّا قَوْمَ يُونُسَ لَمَّا آمَنُوا كَشَفْنَا عَنْهُمْ عَذَابَ الْخِزْيِ فِي الْحَيَاةِ الدُّنْيَا وَمَتَّعْنَاهُمْ إِلَى حِينٍ ۝٩٨﴾[10]

- وذكرت قصته كاملة في سورة الصافات الآيات ﴿وَإِنَّ يُونُسَ لَمِنَ الْمُرْسَلِينَ ۝١٣٩ إِذْ أَبَقَ إِلَى الْفُلْكِ الْمَشْحُونِ ۝١٤٠ فَسَاهَمَ فَكَانَ مِنَ الْمُدْحَضِينَ ۝١٤١ فَالْتَقَمَهُ الْحُوتُ وَهُوَ مُلِيمٌ ۝١٤٢ فَلَوْلَا أَنَّهُ كَانَ مِنَ الْمُسَبِّحِينَ ۝١٤٣ لَلَبِثَ فِي بَطْنِهِ إِلَى يَوْمِ يُبْعَثُونَ ۝١٤٤ فَنَبَذْنَاهُ بِالْعَرَاءِ وَهُوَ سَقِيمٌ ۝١٤٥ وَأَنْبَتْنَا عَلَيْهِ شَجَرَةً مِنْ يَقْطِينٍ ۝١٤٦ وَأَرْسَلْنَاهُ إِلَى مِائَةِ أَلْفٍ أَوْ يَزِيدُونَ ۝١٤٧ فَآمَنُوا فَمَتَّعْنَاهُمْ إِلَى حِينٍ ۝١٤٨﴾.[11][12][13]

وذكر ضمنيًا في موضعين هما:
- ﴿وَذَا النُّونِ إِذْ ذَهَبَ مُغَاضِبًا فَظَنَّ أَنْ لَنْ نَقْدِرَ عَلَيْهِ فَنَادَى فِي الظُّلُمَاتِ أَنْ لَا إِلَهَ إِلَّا أَنْتَ سُبْحَانَكَ إِنِّي كُنْتُ مِنَ الظَّالِمِينَ ۝٨٧ فَاسْتَجَبْنَا لَهُ وَنَجَّيْنَاهُ مِنَ الْغَمِّ وَكَذَلِكَ نُنْجِي الْمُؤْمِنِينَ ۝٨٨﴾.[14]

- ﴿فَاصْبِرْ لِحُكْمِ رَبِّكَ وَلَا تَكُنْ كَصَاحِبِ الْحُوتِ إِذْ نَادَى وَهُوَ مَكْظُومٌ ۝٤٨ لَوْلَا أَنْ تَدَارَكَهُ نِعْمَةٌ مِنْ رَبِّهِ لَنُبِذَ بِالْعَرَاءِ وَهُوَ مَذْمُومٌ ۝٤٩ فَاجْتَبَاهُ رَبُّهُ فَجَعَلَهُ مِنَ الصَّالِحِينَ ۝٥٠﴾.[15][12][13]

## ذكره في السنة
ذُكر يونس  أيضًا في عدد قليل من الأحاديث النبوية. ذُكر يونس في قصة ذهاب النبي محمد ﷺ إلى مدينة الطائف لدعوتهم إلى الإسلام، عندما احتمى النبي ببستان لعتبة بن ربيعة وشيبة بن ربيعة، وهما من قبيلة قريش. فلما رآه ابنا ربيعة عتبة وشيبة وما لقي، بعثوا له بعنب مع غلام لهما نصرانيّ يقال له عداس، ففعل عداس، فلما سمع محمداً يقول «باسم الله» ثم أكل، نظر عداس في وجهه وقال «والله إن هذا الكلام ما يقوله أهل هذه البلاد» فقال له النبي «ومن أهل أي البلاد أنت يا عداس؟ وما دينك؟» قال «نصراني، وأنا رجل من أهل نينوى» فقال «من قرية الرجل الصالح يونس بن متى؟». ومن أحاديث الرسول عليه أفضل الصلاة وأتم التسليم في صحيح الإمام البخاري قوله «مَا يَنْبَغِي لِعَبْدٍ أَنْ يَقُولَ إِنِّي خَيْرٌ مِنْ يُونُسَ بْنِ مَتَّى».

## القبر

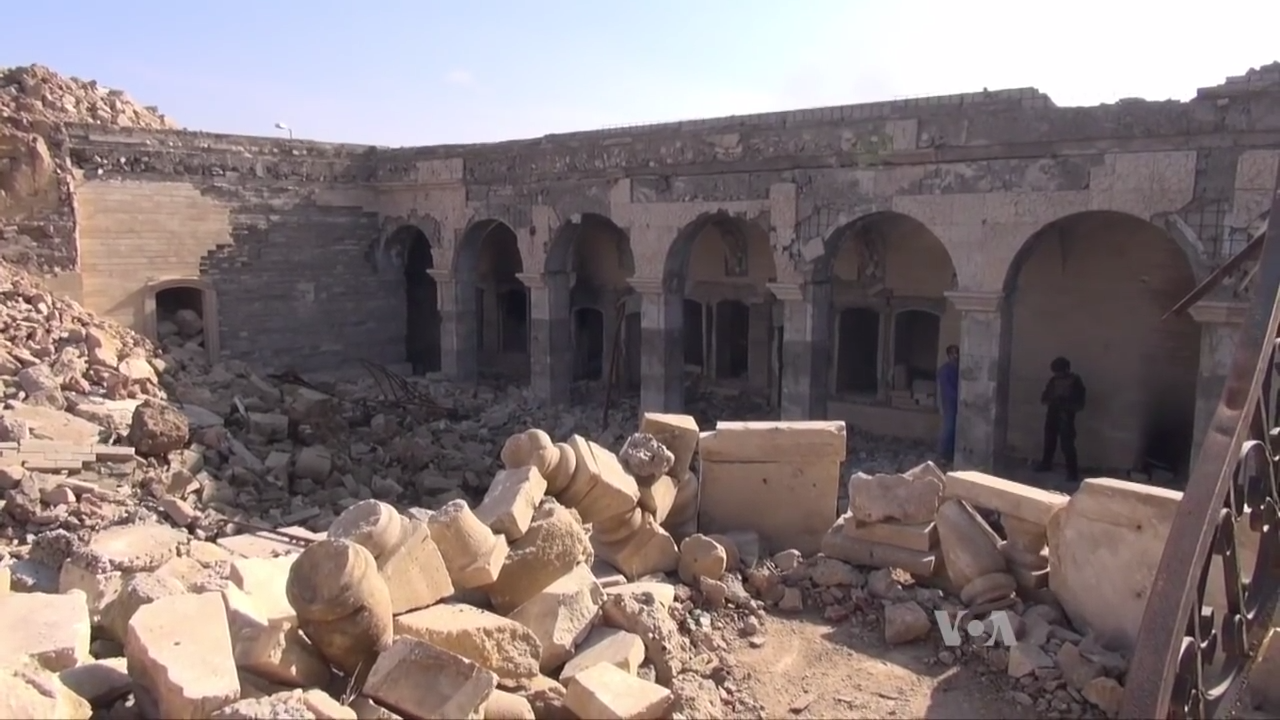
صورة لأطلال مسجد يونس بعد تدميره من قبل داعش.

يوجد في موقع نينوى الحالي، حفريات خمس بوابات، وأجزاء من الجدران من أربع جهات، وتلتين كبيرتين: تل كويونجك وتل النبي يونس (انظر رابط الخريطة في الحاشية). التي بها ضريح يقال أنه للنبي يونس. كان الضريح موقعًا شهيرًا، وقدسه اليهود والمسيحيون وبعض المسلمين. ودمر تنظيم الدولة الإسلامية في العراق والشام (داعش) في 24 يوليو 2014م المسجد الذي يحتوي على الضريح، وهو جزء من حملة لتدمير المقدسات الدينية التي اعتبرتها وثنية. وبعد استعادة الموصل من داعش في يناير 2017م، تم اكتشاف قصر آشوري قديم بناه أسرحدون، ويعود تاريخه إلى حوالي النصف الأول من القرن السابع قبل الميلاد تحت المسجد المدمر. نهب تنظيم الدولة الإسلامية في العراق والشام القصر عدة أشياء باعوها في السوق السوداء، ولكن ظلت بعض القطع الأثرية التي كان من الصعب نقلها في مكانها.

### مقابر أخرى
تشمل المواقع الأخرى المشهورة التي يقال بأن بها قبر يونس:
- قرية المشهد الواقعة في موقع جت حافر القديم في فلسطين التاريخية.[27]

- وبلدة حلحول الفلسطينية بالضفة الغربية التي تبعد 5 كيلومترات (3.1 ميل) شمال الخليل،[28]

- وملاذ قرب مدينة الصرقند في لبنان.[29]

- وقبر في ديار بكر، تركيا، خلف محراب مسجد الفاتح باشا.[30][31]

ويذكر أوليا جلبي في كتابه سياحة نامه أنه زار قبور النبي يونس.

## انظر ايضًا
- يونس
- نينوى

### مواقع مرتبطه
- Costa، Nicholas (2013)، Adam to Apophis: Asteroids, Millenarianism and Climate Change، Lemona, Cyprus: D'Aleman Publishing، ISBN:978-9963-2917-0-0، مؤرشف من الأصل في 2021-10-24
- Ensor، Josie (28 فبراير 2017)، "Previously Untouched 600 BC Palace Discovered Under Shrine Demolished by ISIL in Mosul"، ديلي تلغراف، مجموعة تلغراف ميديا، مؤرشف من الأصل في 2022-11-28
- Farhan، Sara؛ Lawandow، Atoor؛ Samuel، Sigal (24 يوليو 2017)، "ISIS Destroyed Jonah's Tomb, but Not Its Message"، The Atlantic، مؤرشف من الأصل في 2022-07-17
- Ford، Dana؛ Tawfeeq، Mohammed (25 يوليو 2014)، Extremists Destroy Jonah's Tomb, Officials Say، CNN.com، مؤرشف من الأصل في 2022-06-30
- Friedman، Saul S. (2006)، A History of the Middle East، Jefferson, North Carolina: MacFarland & Company, Inc., Publishers، ISBN:0-7864-2356-0، مؤرشف من الأصل في 2021-10-24
- Graham، William Albert (1977)، Divine Word and Prophetic Word in Early Islam: A Reconsideration of the Sources with Special Reference to the Ḥadîth Qudsî، The Hague, The Netherlands: Mouton & Co.، ISBN:90-279-7612-0، مؤرشف من الأصل في 2021-10-24
- Johns، A. H. (2003). "Jonah in the Qur'an: An Essay on Thematic Counterpoint". Journal of Qur'anic Studies. ج. 5 ع. 2: 48–71. DOI:10.3366/jqs.2003.5.2.48. JSTOR:25728109. مؤرشف من الأصل في 2022-09-22.
- Limburg، James (1993)، Jonah: A Commentary، Louisville, Kentucky: Westminster Knox Publishers، ISBN:0-664-21296-4، مؤرشف من الأصل في 2021-10-24
- Vicchio، Stephen J. (2008)، Biblical Figures in the Islamic Faith، Eugene, Oregon: Wipf & Stock، ISBN:978-1-55635-304-8، مؤرشف من الأصل في 2021-10-24
- Wheeler، Brannon M. (2002)، Prophets in the Quran: An Introduction to the Quran and Muslim Exegesis، New York City, New York and London, England، ISBN:0-8264-4957-3، مؤرشف من الأصل في 2021-10-24{{استشهاد}}:  صيانة الاستشهاد: مكان بدون ناشر (link)

| يونس في الإسلام |                          |            |
| سبقه ذو الكفل   | الأنبياء في الإسلام يونس | تبعه زكريا |